# Ньюбері (Нью-Гемпшир)
Ньюбері (англ. Newbury) — місто (англ. town) в США, в окрузі Меррімак штату Нью-Гемпшир. Населення — 2172 особи (2020).

## Демографія
Згідно з переписом 2010 року, у місті мешкали 2072 особи в 869 домогосподарствах у складі 635 родин. Було 1559 помешкань
Расовий склад населення:
| - 97,5 % — білих - 0,3 % — азіатів - 0,2 % — вихідців з тихоокеанських островів - 0,2 % — чорних або афроамериканців - 0,1 % — корінних американців |

До двох чи більше рас належало 1,4 %. Частка іспаномовних становила 1,2 % від усіх жителів.
За віковим діапазоном населення розподілялося таким чином: 20,4 % — особи молодші 18 років, 62,4 % — особи у віці 18—64 років, 17,2 % — особи у віці 65 років та старші. Медіана віку мешканця становила 47,6 року. На 100 осіб жіночої статі у місті припадало 104,7 чоловіків;  на 100 жінок у віці від 18 років та старших — 99,3 чоловіків також старших 18 років.
Середній дохід на одне домашнє господарство  становив 109 188 доларів США (медіана — 89 087), а середній дохід на одну сім'ю — 113 382 долари (медіана — 94 844). Медіана доходів становила 71 507 доларів для чоловіків та 51 591 долар для жінок. За межею бідності перебувало 2,3 % осіб, у тому числі 5,8 % дітей у віці до 18 років та 1,2 % осіб у віці 65 років та старших.
Цивільне працевлаштоване населення становило 1154 особи. Основні галузі зайнятості: освіта, охорона здоров'я та соціальна допомога — 26,3 %, науковці, спеціалісти, менеджери — 10,7 %, будівництво — 10,6 %.